# E691
La ruta europea E691 és una carretera que forma part de la Xarxa de carreteres europees. Comença a Astarak (Armènia) i finalitza a Horasan (Turquia), passant per Geòrgia. Té una longitud de 550 km. Té una orientació de nord-est a sud-oest.